# Транстеизам
Транстеизам је израз утемељен од стране филозофа Паула Тилиха и индолога Хајнриха Цимера. Њиме су обележавали религијске филозофије које нису ни теистичке ни атеистичке, већ изван догми тих дефиниција. Израз се употребава за ђаинизам, будизам, адваита веданту и бактизам. У ђаинизму, филозофија окарактерисана као транстеичка назива се мокша. Цимер га употребљава и за стоицизам, али Тилих наглашава да је стоичка мисао ипак теистичка. Штошта, према Тилиху, стоици нису политеисти, већ монотеисти, јер теже идеалу људске храбрости која потиче од Бога.